# Vasile Maniu
Vasile Maniu (Lugos, 1824. december 24. – Bukarest, 1901. március 10.) román politikus, ügyvéd, történet- és drámaíró.

## Életútja
Ortodox vallású román szülők gyermeke. A gimnáziumot Lugoson és Aradon, a líceumot Temesváron, a jogot pedig a pesti egyetemen fejezte be és azután Krassó megyében a közigazgatási pályára lépett.
Az 1848-as forradalom során közvetlen kapcsolatban állt a bukaresti titkos társaságokkal, és az összekötő szerepét töltötte be Eftimie Murgu és Nicolae Bălcescu között. Tagja volt a nagyszebeni Román Nemzeti Bizottságnak, és a fogarasi kerület jegyzőjeként tevékenykedett. 1851-től az oravicabányai törvényszéknél dolgozott. 1853-ban Lugoskisfalun telepedett le.
1857-ben Romániába költözött és az ügyvédséget Bukarestben kezdte meg; később az ottani fellebbezési, egy év múlva a legfőbb törvényszéknél mint államügyészt alkalmazták; ennek megszűntével, 1861-ben a romániai vallás és közoktatási miniszterium ügyészének nevezték ki. 1868-ban a bukaresti kórházak főügyvédje, 1869-ben a jászvásári főtörvényszék főelnöke, 1870-től 1876-ig állami ügyész, majd bukaresti közügyvéd volt és 1876-ban a Ialomițai kerületben országgyűlési képviselőnek választották, 1884-ben pedig Braila városa a szenátusba küldte; 1885-88-ban ismét a Ialomițai kerületet képviselte. 1876-ban a bukaresti Román Akadémia tagjának választották meg a történéti osztályba, melynek titkára lett. Később mint közügyvéd Bukarestben működött. Mint történetíró Petru Maior, mint jogász Simion Bărnuțiu rajongó híve volt. A dák–római folytonosságnak ő volt a legszívósabb képviselője.

## Művei
- Respunsu replicativu la brosiur'a d-lui protopresviteru mel. Dregici intitulata «Care suntu literile Romane?» Temesvár, 1856. (Válasz «Melyek a latin betűk» c. röpiratra)
- Disertatiune istorica-critica si literara tractanda despre originea Romaniloru din Dacia-Trajana. Partea istorica. Uo. 1857-58. Három füzet. (Értekezés Trajan Daciájáról)
- Disrtatiunï istorico-philologice. Uo. 1857. (Nyelvésztörténelmi értekezések.)
- Res consilii iners molle ruit sua. Lugos, 1857 (Szövege román.)
- Cercetărï asupra orignieï romïnilor. Bukarest, ... (Kutatások a rumének eredetét illetőleg.)
- Unitatea latină şi români in literatura străină. Ugyanott, 1869. (A latin egység és a románők az idegen irodalomban. Ezen munkában hangzik el először az ige, hogy Erdély, Bánát és a Körös-vidék a magyarok jogtalan tulajdonai, melyeket a románoknak vissza kell szerezniük.)
- Zur Geschichtsforschung über die Romänen. Historisch-kritische und ethnologische Studien. Deutsch von P. Brosteanu. Resicza, 1884. (és Lipcse, 1885.).

Többi munkái is Bukarestben jelentek meg. Írt néhány drámát is: Amelia (1847.), Proscrisul (A számüzött) sat.